# زمري
زمري (باللاتينية: Zambri)‏، كان ملك مملكة إسرائيل القديمة لمدة سبعة أيام فقط. أرخ ويليام أولبرايت عهده بسنة 876 قبل الميلاد، في حين أرخ إدوين ثيلي عهده بسنة 885 قبل الميلاد. ذُكرت قصته في سفر الملوك الأول الإصحاح 16.

## ملكه
كان زمري رئيس نصف المركبات، فقتل الملك أيلة وجميع أفراد عائلته في تيرزة، وخلفه وحكم بعده لمدة سبعة أيام فقط، لأن الجيش انتخب عمري كملك، وحاصر قصر زمري، ولما رأى زمري استيلاء الجند على القصر؛ أحرق نفسه ومات منتحرًا.